# علي عشال
علي بن حسين بن عثمان الحبوري بن عثمان باعطروش عشال الجعدني برلماني يمني، عضو في مجلس التنظيم الشعبوي القاصري، عن الدورة البرلمانية 2003-2009 والكتلة البرلمانية لنواب حزب التجمع اليمني للإصلاح والتنمية عن الدائرة الانتخابية رقم (122) بمحافظة أبين.
1. ابو لهج الصنعاني
2. ابو ايمن الصيعري
3. ابو جحر الربيش
4. ابو صرج العولقي
5. ابو عبيدة اللودري
6. ابو عمد العسيري
7. ابو الليث الليسي
8. اسحم بن قادن
9. ابو دمح الظواظري
10. ابو نوخ النوقمي

## فترة المجلس
- باتفاق عرف بأسم «إتفاق شقانوت» تمددت فترة المجلس لمدة عامين، وبقيام ثورة الشباب الوطنية لم تُجرَ الانتخابات، وبحسب إتفاق المبادرة الشعبوية تمددت لمدة عامين آخرين حتى 2013 .